# Llama eterna (álbum de Lujuria)
Llama eterna es un álbum de versiones de la banda española de heavy metal Lujuria y fue publicado por la discográfica Maldito Records en 2010.  Algunos consideran este disco como un álbum de estudio de la banda y no de tributo.
Lujuria decidió honrar a miembros vivos y difuntos de bandas de rock originarias de Castilla y León y Argentina y lanzó este álbum de cóvers como una especie de homenaje a estos músicos y sus respectivas agrupaciones. Llama eterna incluye temas de Barricada, Bruque, Burning, Goliath, Topo, Santa, Tequila, Triana y V8, así como una canción inédita llamada «Estrella del rock» en memoria a Javier Gálvez, exrepresentante de varios grupos metaleros de Madrid, España.
El arte de portada del disco fue diseñado por estudiantes de la Escuela de Arte y Superior de Diseño de Segovia.

## Lista de canciones
| Side one |                                                          |          |  |
| N.º      | Título                                                   | Duración |  |
| 1.       | «Esta es una noche de rock & roll» (tributo a Barricada) | 4:41     |  |
| 2.       | «El heavy no es violencia» (tributo a Bruque)            | 4:31     |  |
| 3.       | «La fuerza del rock» (tributo a Goliath)                 | 3:49     |  |
| 4.       | «Después del concierto» (tributo a Topo)                 | 4:00     |  |
| 5.       | «Balada para una vida» (tributo a Burning)               | 5:11     |  |
| 6.       | «No hay piedad para los condenados» (tributo a Santa)    | 3:50     |  |
| 7.       | «Necesito un trago» (tributo a Tequila)                  | 2:28     |  |
| 8.       | «Tu frialdad» (tributo a Triana)                         | 4:10     |  |
| 9.       | «Destrucción» (tributo a V8)                             | 2:53     |  |
| 10.      | «Estrella del rock» (canción inédita)                    | 6:12     |  |

## Créditos

### Lujuria
- Óscar Sancho — voz
- Julio Herranz — guitarra rítmica
- Jesús Sanz — guitarra líder
- Javier Gallardo — bajo
- Maikel — batería
- Ricardo Mínguez — teclados

### Personal artístico
- Estudiantes de la Escuela de Arte y Superior de Diseño de Segovia — diseño de arte de portada